# قصير (الهرمل)
القصر هي إحدى القرى اللبنانية من قرى قضاء الهرمل في محافظة بعلبك الهرمل.